# Julián Manzano
Julián Manzano (Punín, 1839 - Riobamba, 8 de enero de 1872) fue un comunero indígena ecuatoriano,seria conocido como el líder predecesor en el levantamiento en Chimborazo de 1871, antes de pasar su puesto a Fernando Daquilema a quien lo condecoro como el Rey del Cacha, formaría parte del movimiento revolucionario comandando el ejército de Manuela León contra el régimen conservador del presidente Gabriel García Moreno, al ser derrotado por el ejercito nacional fue capturado y fusilado en la ciudad de Riobamba.

## Biografía
Nació en las comunidades de Puruhas de la provincia de Chimborazo,hijo de indígenas que rechazaban la influencia grancolombiana de Simón Bolívar,y el gobierno de Juan José Flores,crecería junto a los demás jóvenes en los cultivos siendo testigo del abuso de las autoridades en contra de su comunidad, en su juventud se mantuvo alejado de los eventos como la crisis nacional de 1860.
Se convertiría rápidamente en uno de los jóvenes más capacitados en las obras agrícolas y la crianza de vacas,su comunidad sería una de las más afectadas al plan vial del presidente Gabriel García Moreno tras las represalias del gobierno tras la represión de las manifestaciones en Cañar y Azuay,que provocaron el asesinato de los comuneros Antonio Obado y Agustín Miranda,sería el tutor como amigo personal de Fernando Daquilema y de diferentes jóvenes a quienes educó sobre la dinastía de los Shyris Duchicelas.

## Lucha Indígena
En 1871 después de una nueva reforma que incrementaron el valor de los diezmos en las comunidades parroquiales, sería uno de los primeros comuneros de las comunidades de Riobamba que se opuso a estas reformas siendo proclamado como líder supremo de Chimborazo,tras la muerte de los recolectores Rudecindo Rivera y David Castillo a manos de Fernando Daquilema, se unió rápidamente a su levantamiento juntando un ejército con Manuela León y Francisco Buñay para derrocar al gobierno conservador de Gabriel García Moreno,antes de iniciado el levantamiento acompañado de diferentes líderes comuneros cerca a la laguna de Kápak-kucha, colocándolo un poncho ceremonial de Cacha a Fernando Daquilema lo nombró como el legitimó Rey de las comunidades puruhás.
Nombrado como general del ejército revolucionario, desconoció el liderazgo del presidente Gabriel García Moreno,participando en varias campañas del ejército de Fernando Daquilema contra las fuerzas militares del gobernador Rafael Larrea Checa,tras el asesinato del coronel Miguel Vallejo a manos del ejercito de Manuela León,el presidente Gabriel García Moreno envió un batallón de su ejército al mando del ministro de defensa Francisco Salazar, en los últimos días de 1871 serían derrotado por las fuerzas del gobierno,lo que obligó a que el ejército de Fernando Daquilema a ordenar la retirada de todo el ejercito del campo de batalla provocando que todos huyeran en desbandada.

## Títulos
| Predecesor: Gabriel García Moreno (Presidente del Ecuador) | Lider de Chimborazo (Presidente de facto) 8 de noviembre de 1871 - 18 de diciembre de 1871 | Sucesor: Gabriel García Moreno (Presidente del Ecuador) Fernando Daquilema (Rey del Cacha) |
| Predecesor: Francisco Buñay                                | Líder del ejército Yaruquíe 8 de noviembre de 1871 - 18 de diciembre de 1871               | Sucesor: Fernando Daquilema                                                                |

## Muerte
Durante la batalla sería capturado por el general Secundino Darquea y el coronel Ignacio Paredes,junto a Manuela León dónde serían torturados para que confesaran sobre el paradero de Fernando Daquilema hasta que el 7 de enero de 1872,el general Julio Sáenz envío la orden de condenarlo a la pena de fusilamiento por traición a la patria y conspiración contra el gobierno,el 8 de enero de 1872 junto a Manuel León serían llevados a la plaza de la ciudad de Riobamba donde fueron fusilados públicamente.